# NWA Worlds Heavyweight Championship
NWA Worlds Heavyweight Championship, auch NWA Worlds Heavyweight Wrestling Championship (veraltet), ist der wichtigste Wrestlingtitel der US-amerikanischen National Wrestling Alliance (NWA). Der Titel gilt als geschichtsträchtigste im Wrestling und wird in der NWA bis heute aktiv ausgekämpft. Überdies leiten sich (direkt oder indirekt) aus dieser NWA World Championship weitere bedeutende World Titles wie der damaligen WWF und der heutigen WWE, WCW, ECW und TNA ab. Aktueller Titelträger in seiner ersten Regentschaft ist Thom Latimer.
Obgleich die NWA Worlds Heavyweight Wrestling Championship erst 1948 offiziell eingeführt wurde, kann sich die Titel-Historie in direkter bis auf die World Heavyweight Wrestling Championship zurückverfolgen lassen, als diese 1905 von George Hackenschmidt in einem freien Tournament errungen werden konnte. Daher gilt die in der NWA vergebene World Championship als die älteste noch ausgetragene Weltmeisterschaft im Wrestling. 
Die NWA Worlds Heavyweight Championship wurde Ende der 1940er-Jahre als höchster Titel einer neuen Wrestling Federation (Zusammenschluss mehrerer Wrestlingveranstalter) gegründet und die zudem als sogenannte Umbrella organization (Dachverband) konzipiert war: der National Wrestling Alliance. 
Im Zuge nationaler wie internationaler Zusammenarbeit wurde diese auch bei AWA (bis zu deren Austritt aus der NWA) und CWF (die sich 1963 ebenfalls von der Mutterorganisation abspalten und über die World Wide Wrestling Association zur WWWF ausgebaut wurde), bei AJPW und NJPW, JCP und WCW sowie bei WCCW ausgekämpft. 
In den 1990er-Jahren wurde diese World Championship von ECW dazu benutzt, dereen eigene höchste Championship zum World title auszubauen, indem der damalige ECW-Champion Shane Douglas diese erringen und wenige Minuten als NWA-Champion die von ihm gehaltene ECW-Meisterschaft zum World title erklärte. Wenig später erfolgte der offizielle Austritt von ECW (nun als Extreme Championship Wrestling bezeichnet) aus der NWA. Weiterhin wurde die NWA Worlds Heavyweight Championship national wie global in allen Mitgliedsorganisationen und angeschlossenen Verbänden der NWA ausgetragen. Darunter in vielen nicht mehr existierenden Promotions.
In den 2000er-Jahren wurde die NWA World Championship auch bei den Wrestlingveranstaltern TNA, CZW oder RoH eingebunden und ausgekämpft
Seit 2017 ist die NWA in den Vereinigten Staaten als Private company registriert und fungierte bis 2023 als reale Promotion, um weiterhin gegen die marktführende WWE weiter bestehen zu können. Eigens dafür wurde von dieser das bestehende Territorialsystem fallen gelassen und alle untergeordneten Regionaltitel eingestellt. Ab 2023 wird bei NWA schrittweise das territoriale System samt der Titel wieder reaktiviert, nachdem durch den Verkauf der WWE der bisherige Mehrheitseigentümer Vince McMahon als größter Konkurrent der NWA weggefallen war.

## Geschichte

### Anfänge

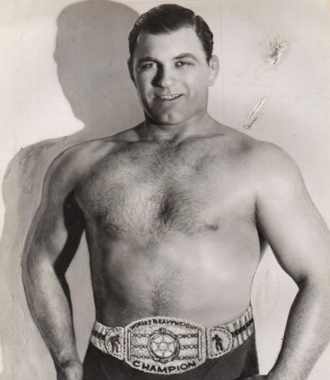
Der erste Titelträger Orville Brown

Die Geschichte der „NWA Worlds Wrestling Heavyweight Championship“ lässt sich auf die erste „World Heavyweight Championship“ und deren erste Titelträger Georg Hackenschmidt (1905) und Frank Gotch (1908) zurückverfolgen. Ende der 1920er-Jahre wurde in der National Wrestling Association der erste „NWA World Title“ eingeführt, der sich aus dem 1928 entstandenen AWA-Titel ableitete. Aus diesem ersten NWA-Titel entstand in der Folge die aktuelle Weltmeisterschaft.
In der Anfangszeit des Pro-Wrestlings gab es viele voneinander unabhängige Territorien, die über die ganzen USA verteilt waren. Im Juli 1948 wurde die National Wrestling Alliance als Dachverband gegründet. Promoter, die der NWA beitraten, vereinbarten einander keine Konkurrenz zu machen und den NWA-Champion als übergeordneten und alleinigen World Champion anzuerkennen. Eigene Weltmeistertitel wurden eingestellt oder in einen regionalen Titel umgewandelt. Der NWA-World-Champion reiste regelmäßig in jedes Gebiet und verteidigte seinen Titel gegen den dortigen Top-Herausforderer oder regionalen Champion. Aufgabe des Champions war es, die Herausforderer gut aussehen zu lassen und den Titel trotzdem zu behalten. Das NWA Board of Directors setzte sich hauptsächlich aus den Besitzern der regionalen Ligen zusammen und es wurde abgestimmt, wann und ob ein Titel wechseln sollte. Der ehemalige Champion gewann seinen Titel meistens Tage oder Wochen später noch einmal zurück. In den 1950er-Jahren war hauptsächlich Lou Thesz Champion.
In den frühen 1960er-Jahren regte sich zunehmend Unzufriedenheit mit den Entscheidungen über den Titelträger und die Häufigkeit von Titelkämpfen in den verschiedenen Territorien. 1960 zog der in Minneapolis tätige Promoter und Wrestler Verne Gagne aus der NWA zurück und begründete die American Wrestling Association (AWA). Gagnes Rückzug war das Vorbild für ein ähnliches Vorgehen der im Nordosten der USA tätigen Promoter Vincent J. McMahon und Toots Mondt. Nachdem ihr Wrestler „Nature Boy“ Buddy Rogers den Titel wieder an Lou Thesz hatte abgeben müssen, verließen McMahon und Mondt die NWA und gründeten die World Wide Wrestling Federation (WWWF, heute WWE). Rogers wurde als WWWF World Heavyweight Champion anerkannt, was damit begründet wurde, dass er ein (tatsächlich fiktives) Turnier in Rio de Janeiro gewonnen habe.

### 1980er
Anfang der 1980er-Jahre erwuchs der NWA eine starke Konkurrenz, als sich die WWF (seit 1983 unter der Leitung von Vincent K. McMahon) zu einer landesweiten, das Konkurrenzverbot der NWA missachtenden Promotion ausbaute. Dennoch konnte sich die NWA weiter großer Beliebtheit erfreuen, was vor allem an der Regentschaft von Ric Flair als NWA World Champion zu verdanken war, der die Tradition der Titelverteidigungen in allen Territorien fortsetzte.
Mitte der 1980er versuchte Jim Crockett’s Mid-Atlantic Championship Wrestling, damals die größte Promotion innerhalb der NWA, landesweit zu expandieren, konnte sich jedoch finanziell nicht gegen McMahons WWF behaupten. Ein Konkurs konnte 1988 nur durch Verkauf der Promotion an den Medienmogul Ted Turner vermieden werden. Turner kaufte Mid-Atlantic, weil sie auf seinem Sender WTBS gute Einschaltquoten erreichte. Turner begann die Liga nach seinen Vorstellungen zu gestalten. Crockett und Turner hatten vereinbart, das die neue Liga nun unter dem Namen NWA World Championship Wrestling (WCW) veranstalten sollte.

### 1990er
Turner jedoch drängte den Namen des Dachverbandes ab 1991 langsam immer mehr in den Hintergrund und veranstaltete nun unter dem Banner von World Championship Wrestling. Der höchste Titel wurde nun kurzerhand WCW World Heavyweight Championship genannt. Nach einem Streit mit dem Vize-Präsidenten der WCW bezüglich seiner ausstehenden Gehälter verließ der damalige WCW und NWA Worlds Heavyweight Champion Ric Flair 1991 die Promotion. Der noch aus der NWA-Zeit stammenden Titelgürtel (der Big Gold Belt) befand sich im Besitz des jeweiligen Champions, der ein Pfandgeld von 25.000 US-Dollar hinterlegen musste. Da die WCW das Pfandgeld an Flair nicht zurückzahlte, verblieb der Gürtel in seinem Besitz. Flair debütierte bald darauf in der WWF; unter Verweis auf den mitgebrachten Titelgürtel bezeichnete er sich als „wahrer Champion“. Aufgrund einer Klage seitens der WCW musste der Gürtel aber bei Fernsehaufzeichnungen unkenntlich gemacht werden. Nachdem die WCW insgesamt 38.000 US-Dollar an Flair zahlte, wurde der „Big Gold Belt“ an die WCW zurückgeben.
Die WCW hatte währenddessen ihre eigene World Heavyweight Championship mit einem neuen Gürtel ausgestattet. 1992 wurde durch eine Kooperation von NWA, WCW und New Japan Pro-Wrestling ein neuer NWA Worlds Heavyweight Champion bestimmt, der den zurückgegebenen, alten Titelgürtel führte. Der Titel wurde am 19. September 1993 von der NWA für vakant erklärt, nachdem die WCW die NWA verlassen hatte. Der Titelgürtel blieb weiterhin Eigentum der WCW und diese erkannte die Aberkennung nicht an. Sie benannte den Titel in WCW International World Heavyweight Championship um und führten Flair weiterhin als Champion auf. Der Titel war, neben der WCW World Heavyweight Championship der zweiten Weltmeistertitel der WCW. 1994 wurden die beiden Titel durch in Titelvereinigungmatch vereinigt. Die Regentschaften vom 19. September 1993 bis 23. Juni 1994 werden jedoch nicht von der NWA und der WWE anerkannt.
Die NWA, die zwischenzeitlich alle Mitgliedspromotions aus ihrer Hochzeit verloren hatte, veranstaltete 1994 ein Turnier, um nach der Vereinigung einen neuen NWA Worlds Heavyweight Champion zu krönen. Shane Douglas gewann den Titel, lehnte ihn aber ab, da sich die Promotion Eastern Championship Wrestling von der NWA lossagte und ihren eigenen World Title, die ECW World Championship, etablierte. Nach einem weiteren Turnier hielten erst Chris Candido und dann Dan Severn den Titel, wobei letzterer ihn in seiner vierjährigen Regentschaft nur selten verteidigte. Der ehemals prestigeträchtige Titel verschwand in der Bedeutungslosigkeit und wurde von Medien wie der Pro Wrestling Illustrated nicht mehr als World Title anerkannt.

### 2000er

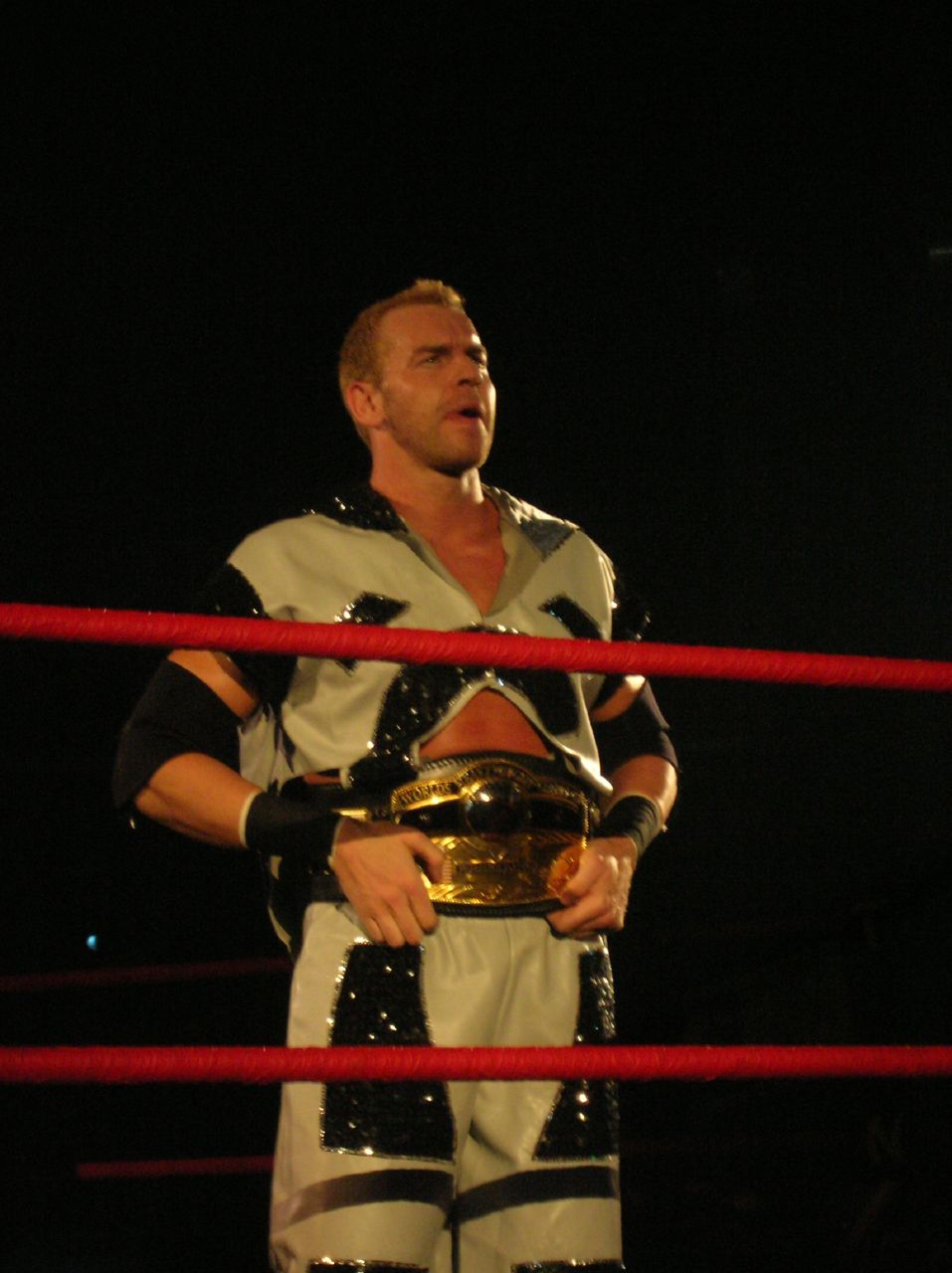
Christian Cage war der letzte Titelträger in TNA

2002 gründeten Jeff und Jerry Jarrett die NWA-TNA (Total Nonstop Action) und handelten mit der NWA aus, dass sie die NWA World Heavyweight und die NWA World Tag Team Championship verwenden durften. Da der amtierende Champion Dan Severn nicht am ersten Pay Per View der neuen Promotion teilnehmen konnte, wurde ihm der Titel aberkannt und in einem Gauntlet Match neu ausgefochten. Erster Titelträger in der NWA-TNA wurde Ken Shamrock.
Die WWE führte im Jahr 2002 den World Heavyweight Championship mit dem Big Gold Belt Design ein. Laut dem WWE Board of Directors handelte es sich bei diesem Gürtel inklusive der zugehörigen Titelgeschichte um eine von der NWA unabhängige Championship. Obwohl der Titel eine von der NWA unabhängige Championship ist, kann sein Erbe per Tradition bis zur World Heavyweight Wrestling Championship zurückverfolgt werden.
Nachdem die NWA im Mai 2007 ihre Partnerschaft mit TNA eingestellt hatte, wurde der Titel bis zu einem Titelturnier im Sommer 2007 für vakant erklärt. Dieses Turnier gewann Adam Pearce. Er besiegte Brent Albright im „Reclaiming the Glory“-Turnierfinale, das in Bayamón in Puerto Rico ausgetragen wurde. Pearce ersetzte Bryan Danielson, der ursprünglich als Gegner von Albright geplant war.
2008 durfte Blue Demon jr. in der von ihm geleiteten NWA Mexico Pearce besiegen und den Titel gewinnen. Nach ca. 15 Monaten musste er diesen aber wieder bei einem Titelmatch an Pearce abtreten.

## Liste der Titelträger
| #   | Titelträger       | Nr.   | Tage   | Datum              | Ort                              | Veranstaltung                               | Anmerkung |
| --- | ----------------- | ----- | ------ | ------------------ | -------------------------------- | ------------------------------------------- | --- |
| 1   | Orville Brown     | 1     | 692    | 5. Januar 1948     | Des Moines, IA                   | Houseshow                                   | Besiegte Sonny Myers. Im Juli 1948 wurde die aktuelle Version der NWA gegründet und Brown wird als erster NWA World Heavyweight Champion anerkannt. Brown war der amtierende Midwest Wrestling Association Champion. |
| 2   | Lou Thesz         | 1     | 2300   | 27. November 1949  | N/A                              | N/A                                         | Zuerkannt, nachdem Browns Wrestling-Karriere am 1. November 1949 durch einen Autounfall beendet wurde. Der Titel wurde mit der World Heavyweight Championship der National Wrestling Association vereinigt. Thesz wurde der Undisputed Champion, nachdem er den Los Angeles Olympic Auditorium World Heavyweight Title gewann, den einzigen wichtigen World Title dieser Zeit neben dem NWA Titel. Am 22. März 1955 besiegte Leo Nomellini Thesz durch Auszählen in der zweiten Runde und durch Disqualifikation in der dritten Runde. Die California Athletic Commission erkennt den Titelwechsel durch Disqualifikation an, doch beide Wrestler sehen sich als den Titelträger. |
| 3   | Billy Watson      | 1     | 239    | 15. März 1956      | Toronto, Kanada                  | Houseshow                                   | |
| 4   | Lou Thesz         | 2     | 217    | 15. März 1956      | St. Louis, MO                    | Houseshow                                   | Am 14. Juni 1957 gewann Édouard Carpentier den Titel durch Disqualifikation, weil Thesz das Match aufgrund einer Rückenverletzung nicht beenden konnte. 71 Tage lang sieht die NWA den Titel als Streit zwischen Thesz und Carpentier. |
| 5   | Dick Hutton       | 1     | 421    | 15. März 1956      | Toronto, Kanada                  | Houseshow                                   | |
| 6   | Pat O’Connor      | 1     | 903    | 15. März 1956      | St. Louis, MO                    | Houseshow                                   | Die AWA trennte sich unter Verne Gagne von der NWA und erklärte O’Connor im Mai 1960 zu ihrem ersten World Champion. |
| 7   | Buddy Rogers      | 1     | 414    | 30. Juni 1961      | Chicago, IL                      | Houseshow                                   | Am 2. August 1962 besiegte Bruno Sammartino Rogers in Toronto, aber er nahm den Titel nicht an, weil Rogers mit einer Verletzung antrat. |
| 8   | Lou Thesz         | 3     | 1079   | 24. Januar 1963    | Toronto, Kanada                  | Houseshow                                   | Promoter im Nordosten der USA weigerten sich, die One-Fall Niederlage von Buddy Rogers gegen Thesz anzuerkennen, und trennten sich so von der NWA, um die World Wide Wrestling Federation (WWWF) zu gründen. Die WWWF erkannte Rogers weiterhin als Champion an. |
| —   | Buddy Rogers      | 1     | 91     | 24. Januar 1963    | —                                | —                                           | Die erste Regentschaft von Rogers bestand fort. Er verteidigte weiterhin den Titel in der WWWF, bis er am 25. April zum ersten WWWF World Heavyweight Champion ernannt wurde. |
| 9   | Gene Kiniski      | 1     | 1131   | 7. Januar 1966     | St. Louis, MO                    | Houseshow                                   | Besiegte Lou Thesz um den Titel zu gewinnen. |
| 10  | Dory Funk         | 1     | 1502   | 11. Februar 1969   | Tampa, FL                        | Houseshow                                   | |
| 11  | Harley Race       | 1     | 118    | 24. März 1973      | Kansas City, MO                  | Houseshow                                   | Die „Ten Pounds of Gold“-Version des Meisterschaftsgürtels wurde am 20. Juli 1973 eingeführt, nachdem sie Harley Race erstmals vom damaligen NWA-Präsidenten Sam Muchnick überreicht worden war. |
| 12  | Jack Brisco       | 1     | 500    | 20. Juli 1973      | Houston, TX                      | Houseshow                                   | |
| 13  | Giant Baba        | 1     | 7      | 2. Dezember 1974   | Kagoshima, Japan                 | Houseshow                                   | |
| 14  | Jack Brisco       | 2     | 366    | 9. Dezember 1974   | Toyohashi, Japan                 | Houseshow                                   | |
| 15  | Terry Funk        | 1     | 424    | 10. Dezember 1975  | Miami, FL                        | Houseshow                                   | |
| 16  | Harley Race       | 2     | 926    | 6. Februar 1977    | Toronto, Kanada                  | Houseshow                                   | |
| 17  | Dusty Rhodes      | 1     | 5      | 21. August 1979    | Tampa, FL                        | Houseshow                                   | |
| 18  | Harley Race       | 3     | 66     | 26. August 1979    | Orlando, FL                      | Houseshow                                   | |
| 19  | Giant Baba        | 2     | 7      | 31. Oktober 1979   | Nagoya, Japan                    | Houseshow                                   | |
| 20  | Harley Race       | 4     | 302    | 7. November 1979   | Amagasaki, Japan                 | Houseshow                                   | |
| 21  | Giant Baba        | 3     | 5      | 4. September 1980  | Saga, Japan                      | Houseshow                                   | |
| 22  | Harley Race       | 5     | 230    | 9. September 1980  | Ōtsu, Japan                      | Houseshow                                   | |
| 23  | Tommy Rich        | 1     | 4      | 27. April 1981     | Augusta, GA                      | Houseshow                                   | |
| 24  | Harley Race       | 6     | 51     | 1. Mai 1981        | Gainesville, GA                  | Houseshow                                   | |
| 25  | Dusty Rhodes      | 2     | 88     | 21. Juni 1981      | Atlanta, GA                      | Houseshow                                   | |
| 26  | Ric Flair         | 1     | 476    | 17. September 1981 | Kansas City, MO                  | Houseshow                                   | Am 2. Februar 1982 besiegte der maskierte Dusty Rhodes als „Midnight Rider“ Ric Flair in einem Titelmatch, weil er in Florida suspendiert war. Doch er gab den Titel wieder zurück, nachdem der damalige NWA-Präsident Bob Geigel ihn aufforderte, sich zu demaskieren oder den Titel zurückzugeben. Im September 1982 besiegte Jack Veneno Flair in Santo Domingo, Dominikanische Republik. Nachdem er sich weigerte, den Titel außerhalb seines Heimatlandes zu verteidigen, wurde der Titel am 7. September 1982 an Flair zurückgegeben. Carlos Colón gewann den Titel am 6. Januar 1983. Der Titelwechsel wird nicht von der NWA anerkannt. Victor Jovica besiegte Flair am 8. Februar 1983 in Couva, Trinidad und Tobago, aber die Entscheidung wurde 3 Tage später rückgängig gemacht, weil Jovicas Füße während des Pins auf den Seilen waren. |
| 27  | Harley Race       | 7     | 167    | 10. Juni 1983      | St. Louis, MO                    | Houseshow                                   | |
| 28  | Ric Flair         | 2     | 118    | 24. November 1983  | Greensboro, NC                   | Starrcade (1983)                            | Dies war ein Steel Cage Match. Der ehemalige Champion Gene Kiniski war Special Guest Referee. |
| 29  | Kerry Von Erich   | 1     | 18     | 6. Mai 1984        | Irving, TX                       | Parade of Champions 1                       | |
| 30  | Ric Flair         | 3     | 793    | 24. Mai 1984       | Yokosuka, Japan                  | Houseshow                                   | Anfang 1985 kontrollierte die Jim Crockett Promotions (JCP) viele Gebiete der NWA und versuchte, landesweit zu agieren, wodurch Titelmatche auf Wrestler beschränkt wurden, die bei JCP unter Vertrag standen. Die „Big Gold Belt“-Version des Titels wurde am 14. Februar 1986 eingeführt und ersetzte den „Ten Pounds of Gold“-Gürtel. |
| 31  | Dusty Rhodes      | 3     | 14     | 26. Juli 1986      | Greensboro, NC                   | The Great American Bash (1986)              | Im Main Event von Starrcade (1985) wurde Flair von Rhodes gepinnt, aber die Entscheidung wurde später rückgängig gemacht (der ursprüngliche „Dusty Finish“) und in ein DQ wegen Eingreifens von Ole und Arn Anderson in das Match gewertet. Deswegen wurde der Titel an Flair zurückgegeben. |
| 32  | Ric Flair         | 4     | 412    | 9. August 1986     | St. Louis, MO                    | Houseshow                                   | |
| 33  | Ron Garvin        | 1     | 62     | 9. August 1986     | Detroit, MI                      | Houseshow                                   | |
| 34  | Ric Flair         | 5     | 452    | 26. November 1987  | Chicago, IL                      | Starrcade (1987)                            | Dies war ein Steel Cage Match. Am 21. November 1988 wurde die größte Promotion der NWA, JCP, von Ted Turner gekauft und in World Championship Wrestling (WCW) umbenannt. |
| 35  | Ricky Steamboat   | 1     | 76     | 20. Februar 1989   | Chicago, IL                      | Chi-Town Rumble                             | |
| 36  | Ric Flair         | 6     | 426    | 7. Mai 1989        | Nashville, TN                    | WrestleWar (1989)                           | |
| 37  | Sting             | 1     | 188    | 7. Juli 1990       | Baltimore, MD                    | The Great American Bash (1990)              | |
| 38  | Ric Flair         | 7     | 69     | 11. Januar 1991    | East Rutherford, NJ              | Houseshow                                   | Nach diesem Titelgewinn erklärte die WCW Flair offiziell zum ersten WCW World Heavyweight Champion. Der WCW Titel wurde nicht durch einen eigenen Titelgürtel repräsentiert, da die WCW weiterhin den Big Gold Belt, der den NWA Titel repräsentierte, verwendete. Deshalb wird diese NWA und WCW Regentschaft von der WWE als eine angesehen. |
| 39  | Tatsumi Fujinami  | 1     | 59     | 21. März 1991      | Tokio, Japan                     | WCW/New Japan Supershow I                   | Besiegte Ric Flair um den NWA Titel zu gewinnen. Der Titelwechsel wurde in den Vereinigten Staaten ursprünglich ignoriert, da der NWA und der WCW Titel durch einen Gürtel repräsentiert wurden und Flairs WCW Regentschaft fortbestand. Dadurch wird Flairs siebte NWA Regentschaft von der WWE als ununterbrochen angesehen. 1993 wurde diese Regentschaft von der NWA nachträglich anerkannt. |
| 40  | Ric Flair         | 8     | 112    | 19. Mai 1991       | St. Petersburg, FL               | SuperBrawl I                                | Besiegte Tatsumi Fujinami um den NWA Titel zu gewinnen. Der Titelwechsel wurde in den Vereinigten Staaten ursprünglich ignoriert, da der NWA und der WCW Titel durch einen Gürtel repräsentiert wurden und Flairs WCW Regentschaft fortbestand. Dadurch wird Flairs siebte NWA Regentschaft von der WWE als ununterbrochen angesehen. 1993 wurde diese Regentschaft von der NWA nachträglich anerkannt. |
| —   | Titel vakant      | —     | —      | 8. September 1991  | N/A                              | N/A                                         | Am 1. Juli 1991 wechselte Ric Flair zur World Wrestling Federation (WWF). Als Flair ging, nahm er den Big Gold Belt, der den NWA und WCW Titel repräsentierte, mit zur WWF und bezeichnete sich selbst als „Real World Champion“. Am 1. Juli 1991 wurden ihm der WCW Titel aberkannt und die WCW führte kurz darauf einen eigenen Gürtel für ihre Meisterschaft ein. Am 8. September 1991 wurden ihm auch der NWA Titel aberkannt. |
| 41  | Masahiro Chono    | 1     | 145    | 12. August 1992    | Tokio, Japan                     | Houseshow                                   | Nachdem Ric Flair am 19. Januar 1992 die WWF Championship errungen hatte, wurde der Big Gold Belt an die NWA zurückgegeben. Chono besiegte Rick Rude in einem Turnierfinale. |
| 42  | The Great Muta    | 1     | 48     | 4. Januar 1993     | Tokio, Japan                     | WCW/New Japan Supershow III                 | Mutas IWGP Heavyweight Championship stand ebenfalls auf dem Spiel und er verteidigte den Titel. |
| 43  | Barry Windham     | 1     | 147    | 21. Februar 1993   | Asheville, North Carolina        | SuperBrawl III                              | |
| 44  | Ric Flair         | 9     | 59(63) | 18. Juli 1993      | Biloxi, MS                       | Beach Blast (1993)                          | |
| —   | Titel vakant      | —     | —      | 15. September 1993 | N/A                              | N/A                                         | Am 1. September 1993 zog sich die WCW aus der NWA zurück. Die NWA erkannte Flair weiterhin als NWA World Champion an und versuchte, mit der WCW eine Einigung zu erzielen, damit der Titel vor Jahresende an einen Wrestler nach Wahl der NWA abgegeben wird. Am 15. September 1993 brach die Kommunikation zwischen der NWA und der WCW zusammen und die NWA versuchte, eine einstweilige Verfügung gegen WCW zu erwirken, um sie daran zu hindern, das geplante Match zwischen Rude und Ric Flair bei Fall Brawl als World-Titel-Kampf anzukündigen und den Gürtel an sie zurückzugeben. Obwohl die WCW es schaffte, den Big-Gold-Belt zu behalten, wurde der Name NWA von diesem Zeitpunkt an nicht mehr erwähnt. Der Titel wurde daraufhin von der NWA für vakant erklärt, während WCW Flair weiterhin als World Champion anerkannte. Die sieben nachfolgenden aufgeführten Regentschaften gelten als WCW-International-World-Heavyweight-Championship-Regentschaften und werden derzeit von der NWA nicht anerkannt. |
| —   | Rick Rude         | 1     | 178    | 19. September 1993 | Houston, Texas                   | Fall Brawl                                  | Rude besiegte den von der WCW weiterhin anerkannten World Champion Ric Flair, um den Titel zu gewinnen. |
| —   | Hiroshi Hase      | 1     | 8      | 16. März 1994      | Kyoto, Japan                     | Houseshow                                   | |
| —   | Rick Rude         | 2     | 24     | 24. März 1994      | Kyoto, Japan                     | Houseshow                                   | |
| —   | Sting             | 2     | 14     | 17. April 1994     | Rosemont, Illinois               | Spring Stampede                             | |
| —   | Rick Rude         | 3     | 21     | 1. Mai 1994        | Fukuoka, Japan                   | Wrestling Dontaku                           | Später wurde Rudes Sieg durch den Einsatz des Gürtels als Waffe rückgängig gemacht und seine gesamte Regentschaft wurde von der WCW nicht anerkannt. Diese Regentschaft wird jedoch von der WWE anerkannt. |
| —   | Titel vakant      | —     | —      | 22. Mai 1994       | Philadelphia, Pennsylvania       | Slamboree                                   | Sting wurde in Kenntnis gesetzt das der Sieg Rudes rückgängig gemacht worden ist. Er verweigerte die Rücknahme des Titels und erklärte ihn für vakant. |
| —   | Sting             | 3     | 32     | 22. Mai 1994       | Philadelphia, Pennsylvania       | Slamboree                                   | Besiegte Big Van Vader am selben Abend um die vakante Meisterschaft. |
| —   | Ric Flair         | 10    | <1     | 23. Juni 1994      | North Charleston, South Carolina | Clash of the Champions XXVII                | Während dieses Matches wurde Flairs WCW World Heavyweight Championship mit der WCW International World Heavyweight Championship vereint. |
| —   | Titel vereinigt   | —     | —      | 23. Juni 1994      | North Charleston, South Carolina | Clash of the Champions XXVII                | Die WCW International World Heavyweight Championship wurde nach ihrer Vereinigung mit der WCW World Heavyweight Championship eingestellt. Die Unified Championship behielt die Abstammung des WCW World Titels bei und der Gürtel, der den WCW Titel repräsentierte, wurde zugunsten der Beibehaltung des Big Gold Belt aufgegeben. Nach der Einstellung der WCW International World Heavyweight Championship erlangte die NWA die Kontrolle über die NWA World Heavyweight Championship zurück. |
| 45  | Shane Douglas     | 1     | 0      | 27. August 1994    | Philadelphia, PA                 | NWA/ECW Supershow                           | Die „Ten Pounds of Gold“-Version des Gürtels kehrte am 27. August 1994 zurück. Shane Douglas besiegte 2 Cold Scorpio im Turnierfinale. |
| —   | Titel vakant      | —     | —      | 27. August 1994    | N/A                              | N/A                                         | Direkt nach seinem Titelgewinn warf Douglas den Titel ab, weil er es ablehnte der Champion der Organisatoren zu sein. Douglas erklärte danach die NWA-ECW Heavyweight Championship, die er bereits besaß zu einem World Title. Eastern Championship Wrestling trennte sich daraufhin von der NWA und wurde Extreme Championship Wrestling. |
| 46  | Chris Candido     | 1     | 97     | 19. November 1994  | Cherry Hill, NJ                  | NWA/SMW Championship Wrestling America      | Besiegte Tracy Smothers in einem Turnierfinale. |
| 47  | Dan Severn        | 1     | 1479   | 24. Februar 1995   | Cherry Hill, NJ                  | Houseshow                                   | |
| 48  | Naoya Ogawa       | 1     | 195    | 14. März 1999      | Yokohama, Japan                  | Houseshow                                   | |
| 49  | Gary Steele       | 1     | 7      | 25. September 1999 | Charlotte, NC                    | NWA 51st Anniversary Show                   | Pinnte Ogawa in einem Three Way Match in welchen auch Brian Anthony involviert war. |
| 50  | Naoya Ogawa       | 2     | 274    | 2. Oktober 1999    | Thomaston, CT                    | Houseshow                                   | |
| —   | Titel vakant      | —     | —      | 2. Juli 2000       | N/A                              | N/A                                         | Ogawa legte den Titel ab. |
| 51  | Mike Rapada       | 1     | 56     | 19. September 2000 | Tampa, FL                        | Houseshow                                   | Besiegte Jerry Flynn in einem Turnierfinale. |
| 52  | Sabu              | 1     | 38     | 14. November 2000  | Tampa, FL                        | Houseshow                                   | |
| 53  | Mike Rapada       | 2     | 123    | 22. Dezember 2000  | Nashville, TN                    | Houseshow                                   | |
| 54  | Steve Corino      | 1     | 172    | 24. April 2001     | Tampa, FL                        | Houseshow                                   | |
| —   | Titel einbehalten | —     | —      | 13. Oktober 2001   | N/A                              | N/A                                         | Der Titel wurde nach einem Match gegen Shinya Hashimoto in St. Petersburg, FL ausgesetzt, da Corino wegen einer Verletzung nicht weitermachen konnte. |
| 55  | Shinya Hashimoto  | 1     | 84     | 15. Dezember 2001  | McKeesport, PA                   | Houseshow                                   | Besiegte Corino und Gary Steele in einem Round-Robin Triangle Match. Hashimoto gewann und wurde daraufhin von einem maskierten Dan Severn attackiert. |
| 56  | Dan Severn        | 2     | 80     | 9. März 2002       | Tokio, Japan                     | Houseshow                                   | Das Titelmatch endete kontrovers, da der Referee einen schnellen 3 Count machte. |
| —   | Titel vakant      | —     | —      | 28. Mai 2002       | N/A                              | N/A                                         | Severn wurde der Titel aberkannt, nachdem er sich geweigert hatte, den Titel im ersten Pay-per-View-Event von NWA: Total Nonstop Action (NWA: TNA) zu verteidigen. |
| 57  | Ken Shamrock      | 1     | 49     | 19. Juni 2002      | Huntsville, AL                   | TNA Weekly PPV #1                           | Im Juni 2002 gründeten Jeff und Jerry Jarrett die Promotion TNA und schlossen einen Lizenzvertrag mit der NWA ab, um die NWA World Heavyweight Championship und die NWA World Tag Team Championship in TNA zu verteidigen. Shamrock besiegte Malice im Finale von Gauntlet-For-The-Gold, um den Titel zu gewinnen. |
| 58  | Ron Killings      | 1     | 105    | 7. August 2002     | Nashville, TN                    | TNA Weekly PPV #8                           | Besiegte Malice im Finale von „Gauntlet for the Gold“. |
| 59  | Jeff Jarrett      | 1     | 203    | 20. November 2002  | Nashville, TN                    | TNA Weekly PPV #22                          | Vereinigt mit der WWA World Heavyweight Championship durch einen Sieg gegen Sting am 25. Mai 2003 in Auckland, Neuseeland |
| 60  | A.J. Styles       | 1     | 133    | 11. Juni 2003      | Nashville, TN                    | TNA Weekly PPV #49                          | Dies war ein Three-Way-Match, in welchen ebenfalls Raven involviert war. |
| 61  | Jeff Jarrett      | 2     | 182    | 22. Oktober 2003   | Nashville, TN                    | TNA Weekly PPV #67                          | |
| 62  | A.J. Styles       | 2     | 28     | 21. April 2004     | Nashville, TN                    | TNA Weekly PPV #91                          | Dies war ein Steel Cage-Match. |
| 63  | Ron Killings      | 2     | 14     | 19. Mai 2004       | Nashville, TN                    | TNA Weekly PPV #95                          | Dies war ein Four Way-Match in welchen ebenfalls Raven und Chris Harris involviert waren. |
| 64  | Jeff Jarrett      | 3     | 347    | 2. Juni 2004       | Nashville, TN                    | TNA Weekly PPV #97                          | Dies war ein King of the Mountain Match in welches ebenfalls A.J. Styles und Chris Harris involviert waren. Ray González gewann den Titel am 3. April 2005 Dieser Titelwechsel wird weder von der NWA noch von TNA Wrestling anerkannt. |
| 65  | A.J. Styles       | 3     | 35     | 15. Mai 2005       | Orlando, FL                      | TNA Hard Justice                            | Besiegte Jeff Jarrett in einem Titelmatch. |
| 66  | Raven             | 1     | 88     | 19. Juni 2005      | Orlando, FL                      | TNA Slammiversary                           | Dies war ein King of the Mountain Match in welchen ebenfalls Monty Brown und Sean Waltman involviert waren. |
| 67  | Jeff Jarrett      | 4     | 38     | 15. September 2005 | Oldcastle, Kanada                | BCW International Incident                  | |
| 68  | Rhino             | 1     | 2      | 23. Oktober 2005   | Orlando, FL                      | TNA Bound for Glory                         | |
| 69  | Jeff Jarrett      | 5     | 110    | 25. Oktober 2005   | Orlando, FL                      | TNA Impact                                  | |
| 70  | Christian Cage    | 1     | 126    | 12. Februar 2006   | Orlando, FL                      | TNA Against All Odds                        | |
| 71  | Jeff Jarrett      | 6     | 126    | 18. Juni 2006      | Orlando, FL                      | TNA Slammiversary                           | |
| 72  | Sting             | 02(4) | 28     | 22. Oktober 2006   | Plymouth, MI                     | TNA Bound for Glory                         | |
| 73  | Abyss             | 1     | 56     | 19. November 2006  | Orlando, FL                      | TNA Genesis                                 | |
| 74  | Christian Cage    | 2     | 119    | 14. Januar 2007    | Orlando, FL                      | TNA Final Resolution                        | NWA Exekutivdirektor Robert Trobich erkannte am 13. Mai 2007 Christian Cage den Titel ab und beendete die Geschäftsbeziehungen mit TNA. |
| —   | Kurt Angle        | 1     | 1      | 13. Mai 2007       | Orlando, FL                      | Sacrifice                                   | TNA erkannte die Vakanz zunächst nicht an und verwendete weiterhin die „Ten Pounds of Gold“-Version des Gürtels. TNA ließ Kurt Angle den Champion Christian Cage und Sting in einem Three-Way-Match besiegen, um den Titel zu gewinnen. Angle wurde aufgrund seines Sieges nachträglich zum ersten TNA World Heavyweight Champion. |
| —   | Titel vakant      | —     | —      | 14. Mai 2007       | Orlando, FL                      | Impact!                                     | Auf Grund des kontroversen Endes des vorherigen Titelkampfes, indem Angle Sting zur Aufgabe zwang, während dieser gleichzeitig Cage zum Sieg pinnte und Angle die Halle als Champion verließ, erklärte Jim Cornette den Titel für vakant. Die NWA Championship wurde von TNA nicht mehr genutzt und die NWA erhielt erneut die Kontrolle über den Titel. |
| 75  | Adam Pearce       | 1     | 336    | 1. September 2007  | Bayamón, Puerto Rico             | Houseshow                                   | |
| 76  | Brent Albright    | 1     | 49     | 2. August 2008     | New York City, NY                | ROH Death Before Dishonor VI                | |
| 77  | Adam Pearce       | 2     | 35     | 20. September 2008 | Philadelphia, PA                 | ROH Glory By Honor VII                      | |
| 78  | Blue Demon, Jr.   | 1     | 505    | 25. Oktober 2008   | Mexiko-Stadt, Mexiko             | Houseshow                                   | |
| 79  | Adam Pearce       | 3     | 357    | 14. März 2010      | Charlotte, NC                    | Houseshow                                   | Dies war ein Three-Way Elimination Match in welches auch Phill Shatter involviert war. |
| 80  | Colt Cabana       | 1     | 48     | 6. März 2011       | Hollywood, CA                    | NWA Championship Wrestling from Hollywood   | |
| 81  | The Sheik         | 1     | 79     | 23. April 2011     | Jacksonville, FL                 | NWA Pro Wrestling Fusion „Subtle Hustle“    | |
| —   | Titel vakant      | —     | —      | 11. Juli 2011      | N/A                              | N/A                                         | Sheik wurde der Titel aberkannt, nachdem er ein Titelmatch gegen Adam Pearce am 31. Juli 2011 verweigerte. |
| 82  | Adam Pearce       | 4     | 252    | 31. Juli 2011      | Columbus, OH                     | NWA at the Ohio State Fair                  | Besiegte Chance Prophet, Jimmy Rave und Shaun Tempers in einem Four Way-Match um den vakanten Titel. |
| 83  | Colt Cabana       | 2     | 104    | 8. April 2012      | Glendale, CA                     | NWA Championship Wrestling from Hollywood   | |
| 84  | Adam Pearce       | 5     | 98     | 21. Juli 2012      | Kansas City, KS                  | MPW TV Taping                               | Dies war ein 2-out-of-3-falls Match. Gewann das vierte Match einer Best-of-7 Serie gegen Cabana und somit den Titel. |
| —   | Titel vakant      | —     | —      | 27. Oktober 2012   | Melbourne, Australien            | NWA Warzone Wrestling 14                    | Der Titel wurde für vakant erklärt, nachdem die neue Führung der NWA nicht mit der Brutalität der Fehde zwischen Cabana und Pearce und damit verbundenen Darstellung des Titels nicht zufrieden war, woraufhin beide nach ihrem letzten Match, indem der Titel nach Beschluss der NWA dadurch nicht auf dem Spiel stand, den Gürtel im Ring zurückließen. |
| 85  | Kahagas           | 1     | 134    | 2. November 2012   | Clayton, New Jersey              | NWA DAWG Wrath Of The Champions             | Gewann den vakanten Titel in einem Nine Way Elimination Match |
| 86  | Rob Conway        | 1     | 294    | 16. März 2013      | San Antonio, TX                  | NWA BOW A Monster's Ball                    | |
| 87  | Satoshi Kojima    | 1     | 149    | 4. Januar 2014     | Tokyo, Japan                     | NJPW Wrestle Kingdom 8                      | |
| 88  | Rob Conway        | 2     | 257    | 2. Juni 2014       | Las Vegas, Nevada                | Cauliflower Alley Club Reunion Show         | |
| 89  | Hiroyoshi Tenzan  | 1     | 196    | 14. Februar 2015   | Miyagi, Japan                    | NJPW The New Beginning in Sendai            | |
| 90  | Jax Dane          | 1     | 419    | 29. August 2015    | San Antonio, TX                  | NWA Branded Outlaw Wrestling World War Gold | |
| 91  | Tim Storm         | 1     | 414    | 21. Oktober 2016   | Sherman, TX                      | Houseshow                                   | |
| 92  | Nick Aldis        | 1     | 266    | 9. Dezember 2017   | Sewell, NJ                       | CZW Cage of Death 19                        | |
| 93  | Cody              | 1     | 55     | 1. September 2018  | Hoffman Estates, IL              | All In                                      | |
| 94  | Nick Aldis        | 2     | 1043   | 21. Oktober 2018   | Nashville, TN                    | NWA 70th Anniversary Show                   | Dies war ein 2 out 3 Falls-Match, welches Aldis mit 2:1 gewann. |
| 95  | Trevor Murdoch    | 1     | 167    | 29. August 2021    | St. Louis, MO                    | NWA 73rd Anniversary Show                   | Title vs Career Match |
| 96  | Matt Cardona      | 1     | 119    | 12. Februar 2022   | Oak Grove, Kentucky              | Powerrrtrip                                 | Ausgestrahlt am 8. März 2022. |
| —   | Titel vakant      | —     | —      | 11. June 2022      | Knoxville, Tennessee             | Alwayz Ready                                | Cardona erklärte den Titel wegen einer Verletzung für Vakant. |
| 97  | Trevor Murdoch    | 2     | 154    | 11. June 2022      | Knoxville, Tennessee             | Alwayz Ready                                | Besiegte Nick Aldis, Thom Latimer und Sam Shaw in einem Fatal-Four-Way-Match um den vakanten Titel. |
| 98  | Tyrus             | 1     | 288    | 12. November 2022  | Chalmette, Louisiana             | Hard Times 3                                | Dies war ein Three-Way-Match, an dem auch Matt Cardona beteiligt war. |
| 99  | EC3               | 1     | 370    | 27. August 2023    | St. Louis, Missouri              | NWA 75th Anniversary Show                   | Dies war ein Bullrope Match und Tyrus Karriere war auf dem Spiel. |
| 100 | Thom Latimer      | 1     | 311+   | 31. August 2024    | Philadelphia, Pennsylvania       | NWA 76th Anniversary Show                   | |

## Regentschaften – absolut

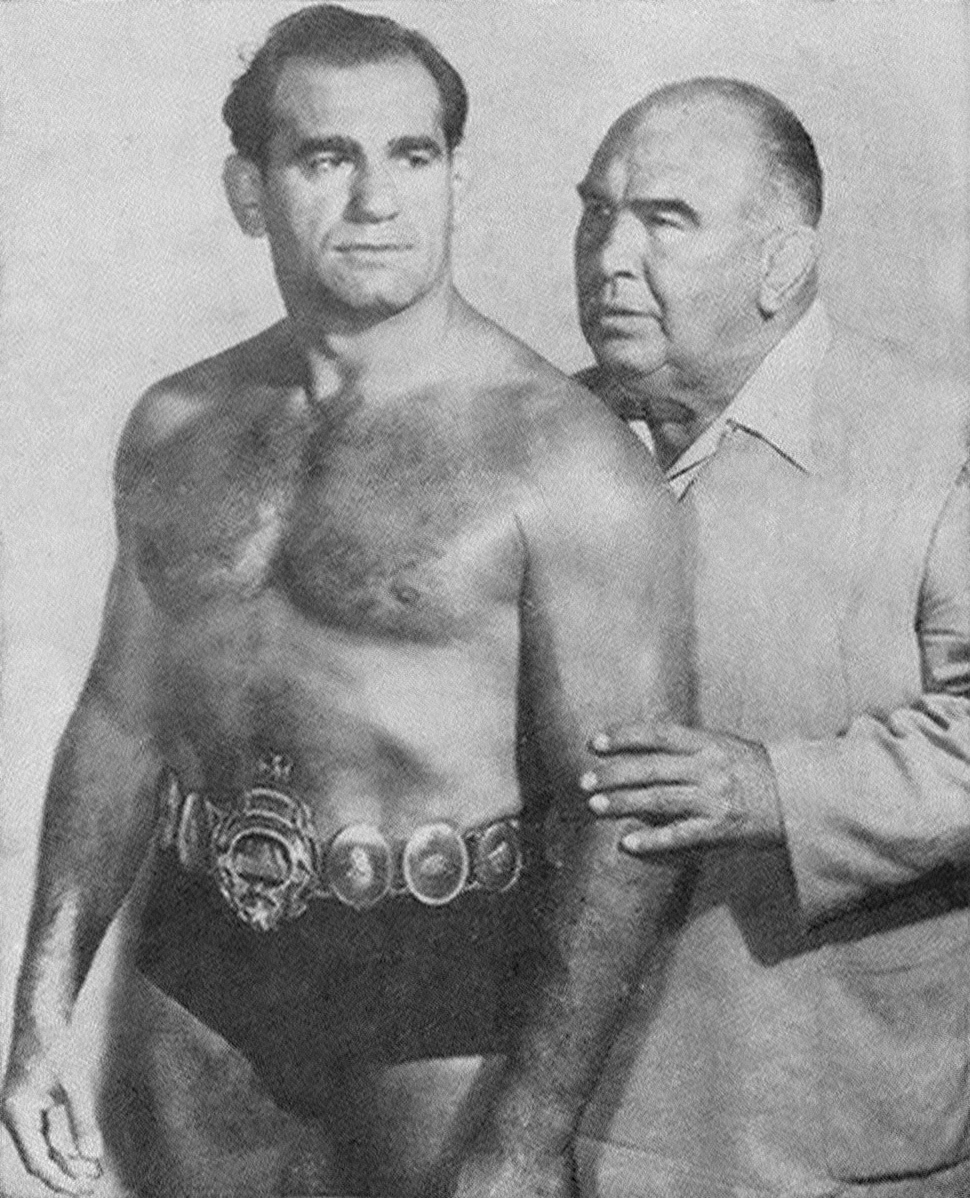
Lou Thesz hielt den Titel drei für insgesamt 3749 Tage.

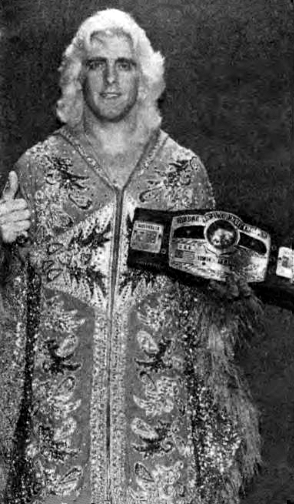
Ric Flair hielt den Titel neunmal für insgesamt 3114 Tage.

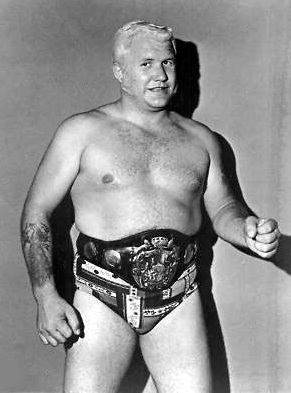
Harley Race hielt den Titel achtmal für insgesamt 1801 Tage.

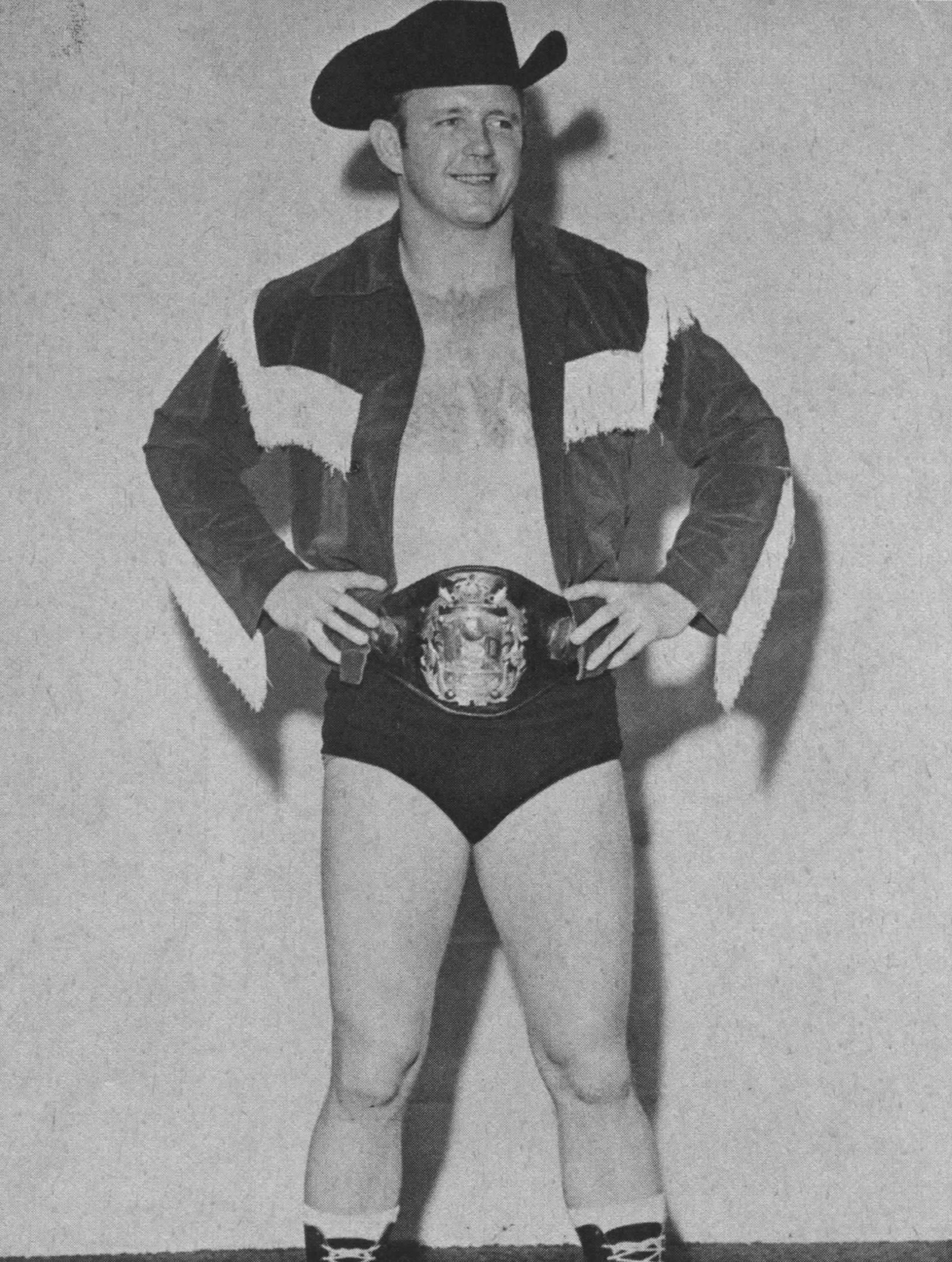
Dory Funk Jr. hielt den Titel für 1563 Tage.

| #  | Titelträger      | Nr. | Tage |
| -- | ---------------- | --- | ---- |
| 1  | Lou Thesz        | 3   | 3749 |
| 2  | Ric Flair        | 9   | 3114 |
| 3  | Harley Race      | 8   | 1801 |
| 4  | Dory Funk Jr.    | 1   | 1563 |
| 5  | Dan Severn       | 2   | 1559 |
| 6  | Nick Aldis       | 2   | 1309 |
| 7  | Gene Kiniski     | 1   | 1131 |
| 8  | Adam Pearce      | 5   | 1078 |
| 9  | Jeff Jarrett     | 6   | 1005 |
| 10 | Pat O’Connor     | 1   | 903  |
| 11 | Jack Brisco      | 2   | 866  |
| 12 | Buddy Rogers     | 1   | 573  |
| 13 | Rob Conway       | 2   | 551  |
| 14 | Blue Demon Jr.   | 1   | 505  |
| 15 | Orville Brown    | 1   | 501  |
| 16 | Naoya Ogawa      | 2   | 469  |
| 17 | Terry Funk       | 1   | 424  |
| 18 | Dick Hutton      | 1   | 421  |
| 19 | Jax Dane         | 1   | 419  |
| 20 | Tim Storm        | 1   | 414  |
| 21 | EC3              | 1   | 370  |
| 22 | Trevor Murdoch   | 2   | 321  |
| 23 | Tyrus            | 1   | 288  |
| 24 | Christian Cage   | 2   | 245  |
| 25 | Billy Watson     | 1   | 239  |
| 26 | Sting            | 2   | 216  |
| 27 | AJ Styles        | 3   | 196  |
| 27 | Hiroyoshi Tenzan | 1   | 196  |
| 29 | Mike Rapada      | 2   | 176  |
| 30 | Steve Corino     | 1   | 175  |
| 31 | Thom Latimer     | 1   | 311+ |
| 32 | Colt Cabana      | 2   | 152  |
| 33 | Satoshi Kojima   | 1   | 149  |
| 34 | Barry Windham    | 1   | 147  |
| 35 | Masahiro Chono   | 1   | 145  |
| 36 | Kahagas          | 1   | 134  |
| 37 | Ron Killings     | 2   | 119  |
| 37 | Matt Cardona     | 2   | 119  |
| 39 | Dusty Rhodes     | 3   | 107  |
| 40 | Chris Candido    | 1   | 97   |
| 41 | Raven            | 1   | 88   |
| 42 | Shinya Hashimoto | 1   | 84   |
| 43 | The Sheik        | 1   | 79   |
| 44 | Ricky Steamboat  | 1   | 76   |
| 45 | Ron Garvin       | 1   | 62   |
| 46 | Tatsumi Fujinami | 1   | 59   |
| 47 | Abyss            | 1   | 56   |
| 48 | Cody             | 1   | 50   |
| 49 | Brent Albright   | 1   | 49   |
| 49 | Ken Shamrock     | 1   | 49   |
| 51 | The Great Muta   | 1   | 48   |
| 52 | Sabu             | 1   | 38   |
| 53 | Giant Baba       | 3   | 19   |
| 54 | Kerry Von Erich  | 1   | 18   |
| 55 | Gary Steele      | 1   | 7    |
| 56 | Tommy Rich       | 1   | 4    |
| 57 | Rhino            | 1   | 2    |
| 58 | Shane Douglas    | 1   | <10  |